# Croco (mitologia)
Nella mitologia greca,  Croco  (in greco antico: Κρόκος, Krókos) era il nome di un giovane ricordato per il suo amore infelice con una ninfa.

## Il mito
Croco era innamorato di una ninfa chiamata Smilace, ma non era corrisposto, gli dei allora tramutarono Croco in una pianta e in seguito anche la ninfa. Secondo altre fonti i due morirono insieme amandosi.
Secondo un'altra versione del mito, riportata da Galeno, Croco era un giovane di grande bellezza amato da Ermes, che lo uccise accidentalmente giocando al lancio del disco. Profondamente turbato e tormentato dalla colpa, il dio trasforma il giovane nel fiore omonimo insieme con la ninfa Clori. La storia è talmente simile a quella di Giacinto da aver fatto ipotizzare ad alcuni studiosi che essa ne sia una variazione o che, più semplicemente, Galeno abbia confuso i due miti.

## Interpretazione e realtà storica
La pianta in cui la donna venne trasformata era usata a quei tempi nei culti dionisiaci.

### Fonti
- Geleno, Medicorum Graecorum Fragmenta 13, 269
- Ovidio, Metamorfosi IV, 283
- Nonno, Dionisiache XII, 86

### Moderna
- Luisa Biondetti, Dizionario di mitologia classica, Milano, Baldini&Castoldi, 1999, ISBN 88-8089-725-X.
- Pierre Grimal, Enciclopedia della mitologia 2ª edizione, Brescia, Garzanti, 2005, ISBN 88-11-50482-1. Traduzione di Pier Antonio Borgheggiani
- Joseph Farrell, "Hermes in Love: The Erotic Careet of a Mercurial Character", in Tracking Hermes, Pursuing Mercury, a cura di John F. Miller & Jenny Strauss Clay, Oxford, Oxford University Press, 2019, ISBN 978-0198777342.